# Liste der Monuments historiques in Le Fay-Saint-Quentin
Die Liste der Monuments historiques in Le Fay-Saint-Quentin führt die Monuments historiques in der französischen Gemeinde Le Fay-Saint-Quentin auf.

## Liste der Bauwerke
| Bezeichnung       | Beschreibung                  | Standort | Kennzeichnung | Schutzstatus | Datum | Bild           |
| ----------------- | ----------------------------- | -------- | ------------- | ------------ | ----- | -------------- |
| Kirche St-Laurent | Erbaut im 12./13. Jahrhundert | (Lage)   | PA00114682    | Inscrit      | 1926  | weitere Bilder |